# Тит Отацілій Красс
Тит Отацілій Красс (*Titus Otacilius Crassus, д/н — після 261 до н. е.) — військовий та політичний діяч Римської республіки.

## Життєпис
Родина його походила з Беневента. Він народився або там, або у Римі. Точне місце невідоме. Плебейський рід Отациліїв підтримував партію Фабіїв, яка протистояла Корнеліям. Син Гая Отацілія Красса, що був homo novus. Завдяки братові Манію, що першим з роду став консулом, Тит Отацілій зумів просунути державними щаблями.
Його кар'єра невідома. У 261 році до н. е. обирається консулом (разом з Луцієм Валерієм Флакком). В цей час тривала Перша Пунічна війна з Карфагеном. Разом з колегою діяв на о. Сицилія. Втім, спроби досягти рішучої перемоги виявилися марними. Доклав значних зусиль для створення римського флоту, який у 260 році до н. е. передав Гаю Дуілію.

## Родина
- Тит Отацілій Красс, претор 217 року до н. е.